# Ladislav Burian von Waldstein

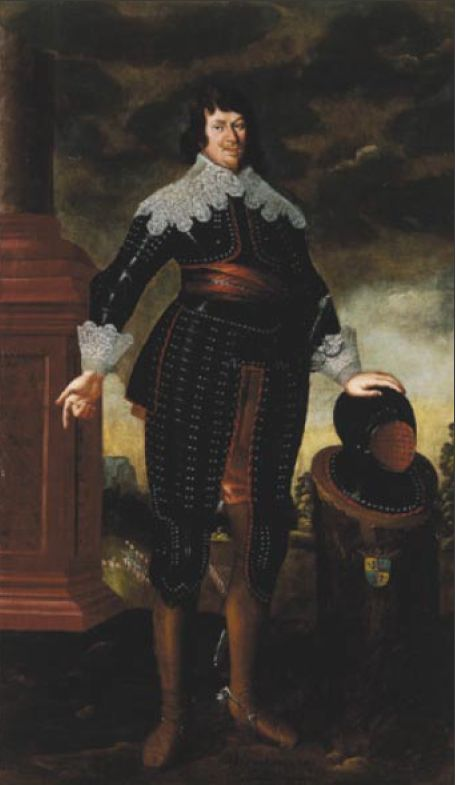
Ladislav Burian von Waldstein in der Waldsteiner Bildergalerie im Museum Cheb, unbekannter Maler, Mitte der 1630er Jahre

Ladislav Burian Graf von Waldstein, tschechisch Ladislav Burian z Valdštejna (* 1596; † 8. Oktober 1645 in Prag) war ein böhmischer Adliger und kaiserlicher Generalwachtmeister aus dem Geschlecht Waldstein. Er diente im Dreißigjährigen Krieg vor allem innerhalb Böhmens und Mährens und war langjähriger Prager Stadtkommandant. Erstmalig 1643 und durchgehend von 1644 bis 1645 belagerte er das schwedisch besetzte Olmütz, musste sich aber schließlich vor dem in der Schlacht bei Jankau siegreichen schwedischen Heer zurückziehen.

## Leben
Wahrscheinlich im Jahr 1596 wurde Ladislav Burian als Sohn von Adam von Waldstein († 1615) und Veronika Trczkova z Lipa geboren. Seine Mutter war eine Tante von Adam Erdmann Trčka von Lípa. Unter seinem entfernten Vetter Albrecht von Wallenstein als böhmischen Militärkommandanten wurde Ladislav Stadtkommandant von Prag. In den Jahren zwischen 1629 und 1645 übte er das Amt abwechselnd mit seinem Cousin Maximilian von Waldstein aus. Der hochrangige Hofbeamte Maximilian stammte väterlicherseits aus einer anderen Linie der Familie, seine Mutter Elisabeth Waldstein war aber eine Schwester von Ladislavs Vaters.
Im Oktober 1633 stellte Ladislav in Schlesien als Oberst ein Infanterieregiment auf und befehligte es die nächsten zwei Jahre über im Feld. Im Januar 1634 unterzeichnete er das erste „Pilsener Revers“, in dem die Obristen gegenüber Wallenstein ihre Treue schworen. Nach Wallensteins Ermordung Ende Februar wurde Ladislav kurze Zeit in Haft genommen, aber aus Mangel an Beweisen wieder freigelassen. Bei der erfolgreichen Belagerung von Regensburg 1634 durch kaiserliche Truppen unter Matthias Gallas erlitt Waldstein Anfang Juli eine Verwundung. Drei Jahre später wurde sein Regiment aufgelöst und mit dem seines Vetters Maximilian zusammengelegt. Von 1638 bis 1639 führte Waldstein als Prager Stadtobrist nach dem Tod des böhmischen Militärkommandanten Baltasar von Marradas vorübergehend dessen Funktion als Kommandierenden General in Prag aus, bis 1639 Rudolf von Colloredo die vakante Stelle übernahm.
Im Juli 1642 wurde er zum Generalfeldwachtmeister befördert.
Anfang 1643 eroberte er die kurz zuvor von den Schweden eroberte Burg Kost im Jitschiner Kreis wieder zurück. Im gleichen Jahr übernahm er ein von den böhmischen Landständen aufgestelltes Infanterieregiment, das fortan meist die Garnison von Prag bildete, wenn es nicht in der Feldarmee eingesetzt wurde. Im Mai wurde er auf Empfehlung Kaiser Ferdinands III. Befehlshaber der Blockadetruppen vor dem schwedisch besetzten Olmütz. Doch bereits im Juni musste er sich angesichts des Vorrückens der Schweden unter Lennart Torstensson zurückziehen und die Blockade aufgeben.

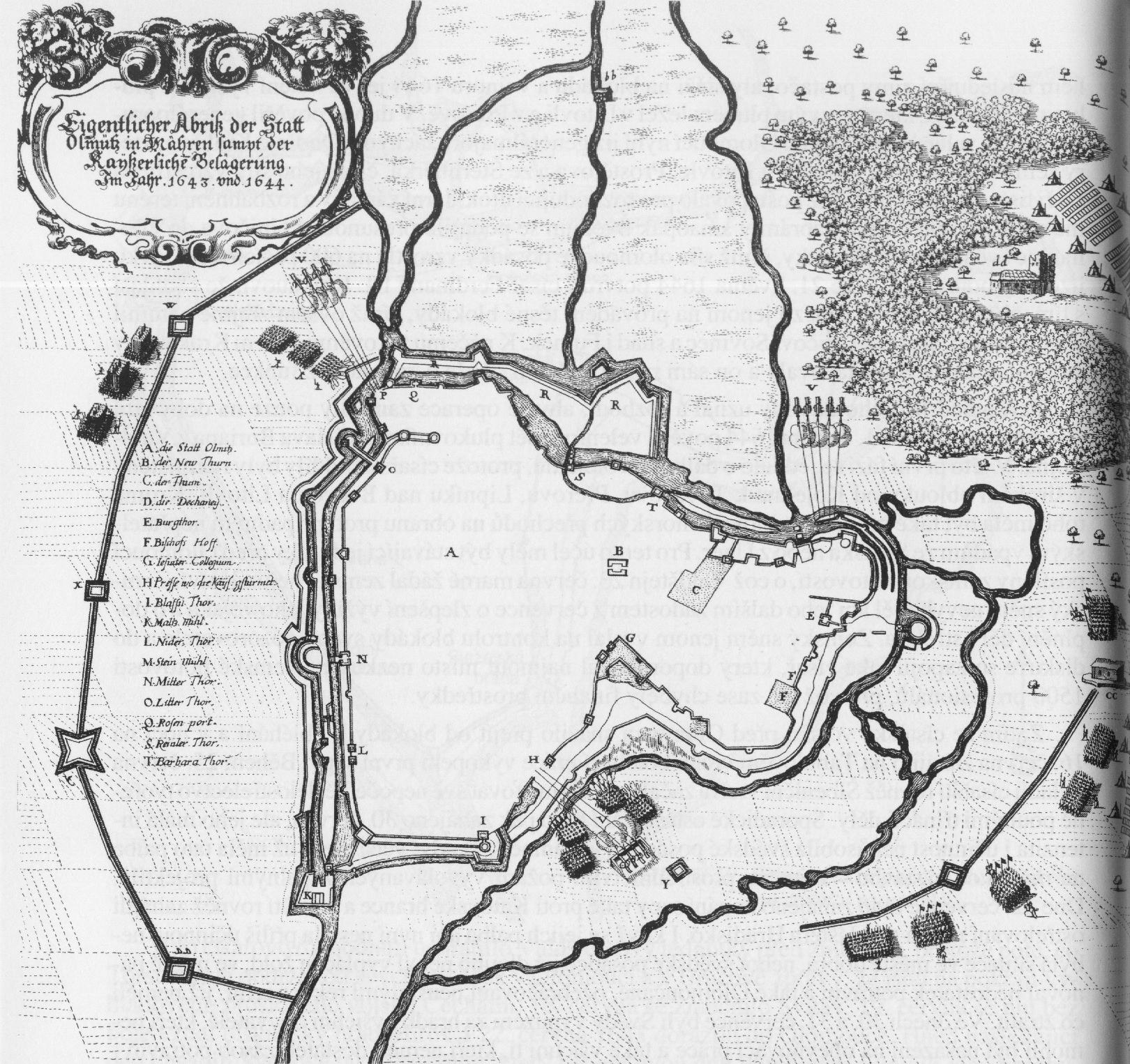
Olmütz während der Belagerung im Jahr 1644

Erst im nächsten Jahr nahmen die Kaiserlichen wieder die Belagerung von Olmütz auf, da die Schweden Ende 1643 zum Angriff auf Dänemark abgezogen waren. Nachdem Waldsteins Soldaten seit Mai 1644 um die Stadt herum zahlreiche Schanzen immer näher an die Stadtmauern heran gegraben hatten und sie schwer mit Artillerie beschossen, forderte man die Verteidiger am 19. September zur Kapitulation auf. Als diese ablehnten, wurde für den nächsten Tag ein Generalsturm angesetzt. Durch eine Kriegslist mit Hilfe des Franziskanermönchs Michael Pommer konnte Waldstein 600 Mann unter Oberst Jean-Louis Raduit de Souches durch geheime Gänge in die Dekanei des Domes in der Stadt schleusen. Sie sollten von dort den Schweden in den Rücken fallen, während Waldstein das Blasiustor angriff. Die in der Dekanei versteckten Soldaten blieben aber während des Sturmangriffs ruhig und wurden nach dessen Abbruch durch Zufall von den Schweden entdeckt. Souches konnte sie mit einigen Verlusten unter heftigen Angriffen der Schweden zurückziehen.
Am 13. November 1644 wurde ein letzter Sturmangriff der Kaiserlichen von den schwedischen Verteidigern abgeschlagen. Danach hob Waldstein die engere Belagerung auf, schickte einen Teil seiner Truppen in Winterquartiere und die schweren Geschütze zurück nach Brünn, hielt aber weiter die Blockade der Stadt aufrecht.
Nach der kaiserlichen Niederlage in der Schlacht bei Jankau im März 1645 gab Waldstein mit seinen noch etwa 1000 Mann die Einschließung von Olmütz auf und zog sich nach Brünn zurück, von wo aus er seine Truppen nach Niederösterreich zur Verstärkung der Donauverteidigung gegen das schwedische Vordringen schicken sollte. Er erhielt auch den Befehl, die Besatzungen von Brünn und Iglau zu verstärken sowie Korneuburg zu besetzen. Bevor er eintreffen konnte, fielen Iglau und Korneuburg aber bereits an die Schweden. Nach Brünn wurde Souches als Kommandant geschickt, der die Stadt gegen die folgende Belagerung verteidigte. Um die bei Znaim stehende schwedische Hauptarmee zu umgehen, zog Waldstein über Marchegg auf Wien.
Im September 1645 kehrte er nach Prag zurück, wo er einen Monat später als Kommandant an der „ungarischen Krankheit“ verstarb. Bestattet wurde er in der Totenkapelle der Jesuiten auf der Prager Kleinseite, deren Ausstattung er als Mäzen unterstützt hatte.

## Familie
Am 23. März 1622 heiratete er Anna Maria von Starhemberg (1600–1682), mit der er mehrere Kinder zeugte.
- Anna Katharina (1624–1647), ⚭ Heinrich Bubna von Lititz[5]
- Maximilian Adam (1627–1706), Reichshofrat[1]
- Ferdinand Rudolph (ca. 1628–1687), Kämmerer[5]
- Maria Maximiliana (1635–1654), ⚭ 1653 mit Ferdinand von Werdenberg[5]
- Berthold Wilhelm (1640–1724), Hauptmann des Königgrätzer Kreises[5]
- Ernst Julius (1641–1662), 1660 Domherr in Passau[5]
- Cäcilie Renata (1643–1704), ⚭ 1662 Franz Karl von Cavriani[14]